# خورخي ألميرون
خورخي ألميرون (بالإسبانية: Jorge Almiron) هو لاعب كرة قدم ومدرب كرة قدم أرجنتيني في مركز الوسط، ولد في 19 يونيو 1971 في مدينة سان ميغيل، بوينس آيرس في الأرجنتين. لعب مع إنديبندينتي وسانتياغو واندررز وكلوب ليون ونادي أتلانتي ونادي أطلس.

## وصلات خارجية
- خورخي ألميرون على موقع قاعدة بيانات كرة القدم.إي يو (الإنجليزية)
- خورخي ألميرون على موقع Soccerway.com (الإنجليزية)
- خورخي ألميرون على موقع عالم كرة القدم.نت (الإنجليزية)